# Tommy Körberg
Bert Gustav Tommy Körberg, (Norsjö, 4 de julio de 1948) es un cantante, actor y músico sueco. En 1969, ganó el "Grammis", premio de la industria discográfica sueca en la categoría de "Mejor Artista nuevo del Año". 
En 1984 fue el primero en interpretar -tras grabar en 1984 el álbum- el papel de "el ruso" en el musical Chess, obra de Benny Andersson–Björn Ulvaeus–Tim Rice. Luego lo representó en 1986 en Londres, papel por lo que fue nominado al Premio Laurence Olivier en la categoría al Mejor Actor de Musical. 
Representó a Suecia en el Festival de Eurovisión de los años 1969 y 1988. En las décadas de 1990 y 2000, se tomó tiempo para volver a interpretar papeles en las producciones del musical Chess, incluyendo la de 1994 que celebraba el décimo aniversario y la del año 2002 en Estocolmo, y por la que ganó el Ppremio Nacional de Teatro de Suecia "Guldmasken" (Máscara dorada) en la categoría de Mejor Actor de Musical.
También ha participado en las producciones de otros musicales como The Sound of Music y Los miserables. 
Fue actor secundario en la película sueca Ronja Rövardotter de 1984, basada en la novela Ronja, la hija del bandolero de la escritora sueca Astrid Lindgren.
Körberg dio voz a la Bestia en la versión sueca de La bella y la bestia de Disney .
Durante años ha colaborado con Monica y Carl-Axel Dominique en su grupo "Solar Plexus". En sus actuaciones, ha trabajado con el compositor Stefan Nilsson, y ha incluido canciones de Jacques Brel.
Körberg también ha actuado con la banda de Benny Andersson, Benny Anderssons Orkester (BAO), cantando la mayoría de la música dance de Andersson.
En julio de 2007 Körberg contrajo matrimonio con Anne-Charlotte Nilsson.
En 2008 protagonizó el musical Dirty Rotten Scoundrels en el Cirkus en Estocolmo, y en 2009 fue el Profesor Henry Higgins en My Fair Lady junto a Helen Sjöholm, que interpretaba a Eliza Doolittle. En el otoño de 2010 Körberg y su amigo Claes Malmberg llevaron un espectáculo a Gotemburgo llamado The Big Bang Show. 

## Discografía selecta (sueca)
- 1969 - Judy min vän
- 1970 - Tommy
- 1971 - Tommy Körberg
- 1972 - Solar Plexus (Solar Plexus; Carl-Axel Dominique, Monica Dominique, Bosse Häggström, Tommy Borgudd, Tommy Körberg)
- 1973 - Solar Plexus 2 (Solar Plexus; Carl-Axel Dominique, Monica Dominique, Bosse Häggström, Tommy Borgudd, Tommy Körberg)
- 1973 - Tommy Körberg sjunger Birger Sjöberg
- 1974 - Solar Plexus: Det är inte båten som gungar, det är havet som rör sig
- 1975 - Solar Plexus: Hellre gycklare än hycklare
- 1976 - Den vackraste visan
- 1979 - Blixtlås (Tommy Körberg, Stefan Nilsson)
- 1982 - Tommy Körberg och Stefan Nilsson tolkar Jaques Brel
- 1988 - Spotlight: Tommy Körberg
- 1988 - ...är...
- 1989 - Julen är här
- 1990 - Livslevande
- 1990 - Les Miserables
- 1992 - Jag skulle vilja våga tro
- 1994 - Ravaillac
- 1995 - Sound Of Music
- 1997 - Aniara
- 1998 - Från Waterloo till Duvemåla
- 1999 - Sånger för ensamma älskare
- 2000 - Hits
- 2000 - Stilla natt (Tommy Körberg & Oslo Gospel Choir)
- 2003 - Gränslös - det bästa
- 2003 - Chess på svenska (Chess en sueco)
- 2006 - BAO på turné (BAO on tour) (Benny Anderssons Orkester con Helen Sjöholm & Tommy Körberg)
- 2007 - BAO 3 (Benny Anderssons Orkester con Helen Sjöholm & Tommy Körberg)
- 2007 - Rakt upp och ner (CD+DVD)
- 2013 - Little Willie John

## Discografía selecta (inglesa)
- 1968 - Nature Boy
- 1969 - Tommy Körberg Spotlight
- 1968 - Don´t Get Around Much Any More
- 1976 - Where Do We Begin (Made In Sweden; Jojje Wadenius, Tommy Körberg, Wlodek Gulgowski, Pekka Pohjola, Vesa Aaltonen)
- 1984 - Chess
- 1984 - Walk Between The Raindrops (Tommy Körberg y la Tolvan Big Band)
- 1993 - Live In London
- 1994 - Chess In Concert
- 1996 - Evergreens
- 2009 - Story of a Heart (The Benny Andersson Band)
- 2010 - Songs for Drinkers and Other Thinkers